# ウルトラマン研究序説
『ウルトラマン研究序説』（ウルトラマンけんきゅうじょせつ）は、特撮テレビドラマ『ウルトラマン』を考察した若手学者25人による1991年の書籍である。「SUPER STRINGSサーフライダー21」名義で発行され、『ウルトラマン』を本放送で視聴した30歳前後の世代を中心に40万部（文庫本序文による）を記録し、謎本ブームの先駆けとなった。
ウルトラマンや怪獣が暴れたことによる被害総額や経済波及効果、ウルトラマンやハヤタ隊員の民事上の賠償責任、怪獣の人権、科学特捜隊のコンピュータシステムなど、架空世界を実在世界と同様に学術的に論じていることから、大きな話題となった。

## 書籍
- 単行本（1991/12、中経出版、ISBN 4-8061-0560-0）
- 文庫本（1998/08、扶桑社文庫、ISBN 4-594-02550-1）

## 構成と執筆者
- はじめに 山崎祥之
- 二〇〇一年ドイツ語版への序文 高橋文彦、速水栄、嶋田晋
- 二〇〇三年英語版への序文 速水栄、高橋文彦、嶋田晋
- 第一章 科特隊、その組織戦略と管理にみる人事戦略
  - 一-一 科特隊の組織文化とリーダーシップ 奥村哲史（組織行動論、経営戦略論）
  - 一-二 科特隊のモティベーションとインセンティブ・システム 香山哲（組織活性化問題、企業広報）、速水栄（企業組織観察学、前衛組織論、採用広報）
  - 一-三 フジアキコの「その後」を考える ― 組織を「他者」に同化させる力 田柳恵美子（同時代文化論）
  - 一-四 未成年ホシノ君の雇用形態 田中三郎（労働法）
  - 一-五 科特隊の広報・宣伝戦略の存在 中山実郎（企業広報）
  - ウルトラマンの正義と怪獣の「人権」 萩原能久（政治哲学）
- 第二章 科特隊、その法務戦略およびハヤタ隊員の法的考察
  - 二-一 科特隊の基地を日本に置くことの憲法的論議 佐久間薫（憲法学）
  - 二-二 ハヤタはウルトラマンによる建造物破壊について刑事責任を負うか 高橋文彦（法哲学）
  - 二-三 ハヤタは、民事上、ウルトラマンによる損害の賠償責任を負うのか 難波譲治（民法）
  - 二-四 怪獣にも「権利」はあるか 若松良樹（法哲学）
- 第三章 科特隊、その財務戦略と怪獣出現による経済への波及効果
  - 三-一 「ペスター」京浜工業地帯、「ゴモラ」北浜（大阪）、「ガマクジラ」伊勢 ― 被害総額を算出する 名村優理（都市計画、不動産学）
  - 三-二 ウルトラマンによって倒された怪獣（宇宙人）の死体処理は誰が行なうべきか 、今村哲也（行政法）
  - ウルトラマンの遺伝子に関する考察 妻木直子（遺伝子工学、細胞工学）
  - ウルトラマン変身のメカニズム ― 理論物理学的考察 神保雅人（素粒子物理学、理論物理学）
- 第四章 科特隊、その技術開発戦略
  - 四-一 科特隊の技術開発思想と「人工・仮想環境システム」 星岳彦（環境調節工学、植物工場）
  - 四-二 科特隊のR&DにおけるCADシステムの利用 渡辺俊（建築学、CAD、人工知能）
  - 四-三 究極の往還機「ジェット・ビートル」の技術的ブレーク・スルー 藤田祐介（流体力学、機械工学）
  - 四-四 ジェット・ビートルの耐熱材料には何が使われていたのか 大原信昭（高温材料化学）
  - 四-五 “究極”の携帯用兵器「スパイダー・ショット」のエネルギー源に関する考察 田中良太郎（高エネルギー物理学）
- 第五章 科特隊、そのシステム戦略
  - 五-一 科特隊の戦略情報システムに関して 嶋田晋（人工知能、知識表現論）
  - 五-二 “宇宙語翻訳装置”開発の可能性 梅里裕樹（機械翻訳、言語哲学）
  - 五-三 科特隊、コンピュータ（ハードウエア）の検証 神永裕人（コンピュータサイエンス、有機化学）、高島晉（経済学、情報処理工学）
- 終章 「科特隊型」組織が社会を変えるヒントになる!? ― ウルトラマンの「働く意味」と科特隊の組織目的 金井壽宏（経営管理学）
- ストーリー・ダイジェスト
- あとがき 速水栄
- <解説> 斎藤由多加（マルチメディアデザイン、映像考古学）

## 批判
本書の刊行当時、編集者だった町山智浩は、ラリー・ニーヴンのエッセイ『スーパーマンの子孫存続に関する考察』を例に挙げ、「SF作家やSFマニアたちは過去に、このニーヴンのエッセイのようなハイ・レベルでユーモアあふれるお遊びをしてきたが、この本にあるのは低レベルの常識的な論法にすぎない」と批判した。